# Chmielowa (obwód tarnopolski)
Chmielowa (ukr.  Хмелева, Chmełewa) – wieś na Ukrainie w rejonie czortkowskim należącym do obwodu tarnopolskiego.
Do 2020 w rejonie zaleszczyckim.

## Historia
18 września 1456 w Kamieńcu na Podolu sędzia Zygmunt z Nowosielec poświadczył, że Bartosz z Buczacza Jazłowiecki (zm. 1457), starosta generalny podolski (kamieniecki) sprzedał swoją wieś Chmielowa w obwodzie czerwonogródzkim (ła. district Czyrwonogrodensi) Aleksandrowi, czyli Goworkowi za 60 kóp zwykłej moniety.

## Dwór
- dwór wybudowany w XIX w. przez Ignacego Dominika Głażewskiego przy wykorzystaniu ruin i piwnic dworu lub pałacu wzniesionego pod koniec XVIII w.[3]